# أندريانامبوانيمارينا
أندريانامبوانيمارينا (1745–1810) هو ملك مملكة ميرينا (مدغشقر حاليًا)،حكم المملكة في 1783،وذلك بعد خلع عمه أندريانجافي،واستمر في الحكم حتى وفاته في 1810،وخلفه ابنه راداما الأول.

## حياته
وُلِدَ في 1745،في إيكوالي،في وسط مدغشقر،وكانت الممالك عند ولادته تعاني من الصراعات والمجاعة،وذلك من نهاية عهد الملك رالامبو (1575–1600) إلى الملك أندرياماسينافالونا (1675–1710)،وتمتعت مملكة إيمرينا في المرتفعات الوسطى بمدغشقر بالازدهار والتوسع والسلام المدني بشكل عام. انهار هذا الاستقرار ووحدة إيمرينا بعد أن قسم أندرياماسينافالونا المملكة بين أبنائه الأربعة المفضلين،مما أدى إلى 77 عامًا من الحرب الأهلية التي أضعفت قدرة الأمراء اللاحقين على الاستجابة بفعالية لضغوط تجارة الرقيق والنمو السكاني،و كان ملوك مملكة ميرينا يعتزمون منذ فترة طويلة توسيع مملكتهم إلى الشمال من خلال استيعاب مملكة زافيمامي في ألاهامادينتاني، وكان ملوك زافيمامي في ألاهامادينتاني يرغبون أيضًا في توسيع أراضيهم إلى الجنوب من خلال استيعاب مملكة ميرينا. كان زواج والدي رامبواسالامارازاكا تحالفًا سياسيًا عُقد كجزء من استراتيجية أندريامبيلوماسينا للحد من خطر غزوات تحالف ألاهامادينتاني-زافيمامي في الشمال. نصّ اتفاق الزواج على أنه بعد حكم ابن أندريامبيلوماسينا، أندريانجافي، ينتقل العرش إلى ابن ابنته، رامبواسالامارازاكا.  مثّل التحالف بين هاتين العائلتين الملكيتين تسوية عادلة وسلمية: سيحكم الأمير المولود من هذا الاتحاد كلتا الدولتين ويوحّد المملكتين،ومارس أسلافه من زافيمامي الزواج الداخلي ، ولذلك نادرًا ما اختلطوا بأحفاد السكان الأوائل الأسطوريين لمدغشقر، الفازيمبا . ومع ذلك، كان لرامبواسالامارازاكا أصل جزئي من الفازيمبا من جهة والدته من خلال سلفها، الملك أندريامانيلو (1540-1575)، ابن الملكة رافوهي (1530-1540) من فازيمبا وزوجها الميرينا مانيلو.  وُلد خلال الربع الأول من القمر ( تسينامبولانا ) من شهر ألاهاما، وهو علامة ميلاد ميمونة للغاية وفقًا للاعتقاد الشائع. وفقًا لعادات ميرينا في ذلك الوقت، أطلق عليه والداه الاسم المتواضع رامبواسالاما،وذلك من أجل حمايته من جذب انتباه المنافسين الغيورين أو الأرواح الشريرة غير المرغوب فيها، قبل أن يتم تغييره في مرحلة الطفولة إلى رامبواسالامارازاكا،وقضى رامبواسالامارازاكا طفولته المبكرة في بلاط والده زافيمامي في إيكالوي،وهناك تلقى تعليمًا تقليديًا، بما في ذلك إتقان فانورونا ، وهي لعبة لوحية محلية يُعتقد أنها تنمي الذكاء والقدرة على التفكير الاستراتيجي،عادةً ما يتعلم النبلاء الشباب الذين يتم إعدادهم لأدوار القيادة أداء الكاباري (شكل منمق من الخطابة العامة)، بما في ذلك الاستخدام الحكيم للأوهابولانا (الأمثال) لإثبات وجهة نظر مقنعة.  كما تعلم أمراء ميرينا الشباب غالبًا العزف على فاليها ، وهي قيثارة أنبوبية من الخيزران كانت مخصصة آنذاك لنبلاء ميرينا وزافيمامي.  في حوالي سن الثانية عشرة، واصل رامبواسالامارازاكا تعليمه تحت إشراف جده الملك أندريامبيلوماسينا ، في أمبوتاني والبلاط الملكي في أمبوهيمانجا،وعمل رامبواسالامارازاكا في شبابه تاجرًا وربما تاجر أيضًا في العبيد،وخلال هذه الفترة اكتسب سمعة كبطل للعامة، ملتزمًا بالدفاع عنهم ضد غارات محاربي ساكالافا وتجار الرقيق ومحاربة الفساد.  يُنظر إليه على أنه رجل عصامي لم يعتمد على امتيازاته كأمير، فقد جعلته استقلاليته ومزاجه ومثابرته وإحساسه بالعدالة مشهورًا بين عامة الناس وعبيد أمبوهيمانغا. وقفت شعبيته على النقيض من السخط العام على عمه الملك أندريانجافي ، الذي كان يُنظر إليه على أنه حاكم مستبد وغير كفء.  كان رامبواسالامارازاكا يقدم وعودًا متكررة للشعب بشأن حكمه المستقبلي، مما أدى إلى اعتبار أندريانجافي تهديدًا لسلطته، مما دفعه إلى إعدام مواطني إقليمه الذين أشركوا ابن أخيه في مثل هذه الوعود؛ وعلى عكس نواياه، لم يخدم هذا الرد سوى تحويل الرأي العام ضد أندريانجافي،و على الرغم من أن أندريانجافي ربما كان ينوي في البداية أن يخلفه رامبواسالامارازاكا، إلا أن هذا يبدو أنه تغير بعد ولادة ابنه، الذي أقنعته زوجته بتسميته خليفةً متجاهلة مرسوم والده السابق.  ونتيجة لذلك، قام أندريانجافي بعدة محاولات لقتل ابن أخيه، ولكن في كل مرة كان رامبواسالامارازاكا يتلقى تحذيرات من شقيق أندريانجافي ويتمكن من تجنب المؤامرة.  في عام 1787، عندما كان رامبواسالامارازاكا يبلغ من العمر 42 عامًا، وصل الصراع بين الرجلين إلى نقطة تحول:  قرر أندريانجافي إرسال مجموعة من القتلة إلى مقر إقامة رامبواسالامارازاكا في أمبوهيمانجا . اتخذ شقيق أندريانجافي إجراءً آخر وحذر رامبواسالامارازاكا من الفرار، ولكن بدلاً من مغادرة أمبوهيمانغا، اتبع رامبواسالاما نصيحة أحد الشيوخ الذي أرشده إلى التضحية بكبش لاستدعاء الحماية الأجدادية. ثم جمع الشيخ اثني عشر رجلاً من أكثر رجال أمبوهيمانغا احتراماً وثلاثين جندياً، وحشدهم لتنفيذ مرسوم أندريامبيلوماسينا بالإطاحة بأندريانجافي وقسم الولاء لرامبواسالاما.  بعد نجاح الانقلاب، اتخذ الملك الجديد اسمه الحاكم، أندريانامبوينيميرينا.  وقد ضمن دعم التسيماهافوتسي، سكان أمبوهيمانغا، الدفاع عن المدينة ضد جهود أندريانجافي لاستعادة عاصمته وسلطته، وقام بحشد أهالي قريته لمحاربة أهالي أمبوهيمانغا،وكان كلا الجانبين مسلحين بالرماح والأسلحة الناري،شهدت معركة أولى في مارينتمبونا هزيمة جيش إيلافي. أعاد كلا الجانبين تنظيم صفوفهما لمواجهة ثانية في أمبونيلوها، والتي جرت ليلاً ولم تنته بفوز حاسم لأي من الجانبين. في الصباح، نقل أندريانجافي جيشه شمال أنوسي واشتبك الجانبان مرة أخرى في معركة استمرت يومين. خسر جيش إيلافي المناوشة وتراجع إلى قريته. بعد خسارة هذه المعارك، قرر سكان إيلافي الاستسلام لأندريانجافي. للتخلص من أندريانجافي، شجعه الناس على السفر إلى أنتاناناريفو وألاسورا للبحث عن حلفاء للدفاع عن مدينتهم. بمجرد مغادرته، أغلق القرويون أبواب المدينة وأعلنوا رغبتهم في تنفيذ مرسوم أندريامبيلوماسينا. سعيًا للحصول على الدعم لاستعادة العرش، سافر أندريانجافي إلى أنتاناناريفو وأمبوهيبيتو وألاسورا وأنوسيزاتو لتأمين تحالف، ولكن في كل مرة كان يُرفض.  انتهى الصراع في عام 1787 ،عندما قاموا بنفي عمه أندريانجافي،وتفيد مصادر مختلفة أنه بعد فترة وجيزة توفي أندريانجافي في المنفى أو قُتل على يد أتباع أندريانجافي. 

## الحكم وتوسيع الأراضي
استمرارًا لغزواته في تسعينيات القرن الثامن عشر، بدأ في ترسيخ سيطرته على جزء كبير نسبيًا من مرتفعات مدغشقر بما في ذلك التلال المقدسة الاثني عشر في المملكة،وقام بغزو أنتاناناريفو في عام 1793  وأبرم معاهدات مع ملوك أنتاناناريفو وأمبوهيدراتريمو،وتم نقل العاصمة السياسية للمملكة إلى أنتاناناريفو في عام 1794،وبحلول عام 1795،كان قد اكتسب ولاء وخضوع جميع الأراضي التي شكلت إيمرينا في أكبر امتداد لها تحت حكم أندرياماسينافالونا،محققًا بذلك إعادة توحيد إيمرينا بشكل فعال.  انخرط ملوك أنتاناناريفو وأمبوهيدراتريمو السابقون بشكل دوري في مقاومة ضد سلطته متجاهلين المعاهدات التي أبرموها، مما دفعه إلى شن حملات متجددة للقضاء على كلا الملكين؛  بدأت إعادة تهدئة أنتاناناريفو في عام 1794  وحققت نجاحًا باهرًا في عام 1797،مع استعادة أمبوهيدراتريمو بعد ذلك بوقت قصير،وبحلول عام 1800،كان قد استوعب العديد من الأقسام المستقلة سابقًا في مملكته،وقام بتعزيز التحالفات مع النبلاء الأقوياء في المناطق المحتلة من إيمرينا من خلال الزواج من أميرات محليات،ويقال إنه تزوج 12 امرأة في المجموع. وضع كل زوجة في منزل بني في كل من التلال المقدسة الاثني عشر.  بعد نقل العاصمة السياسية لإيمرينا إلى أنتاناناريفو، وقام بإعلان أن أمبوهيمانغا هي العاصمة الروحية لمملكته،وتميز النصف الأخير من حكمه من حوالي عام 1800 بجهد لتوحيد المجموعات العرقية الثماني عشرة في الجزيرة تحت حكمه.  بدأ هذا الجهد بإرسال رسل ملكيين يحملون دعوات لتصبح دولًا تابعة تحت سيادته،أو مواجهة غزو عسكري،كان التركيز الأول لهذا التوسع هو الأراضي التي سكنها سكان المملكة تاريخيًا ولكنها خضعت لحكم مجموعات أخرى،بما في ذلك على وجه الخصوص الأراضي الشرقية التي يسيطر عليها شعبا سيهاناكا وبيزانوزانو،وقام بتعزيز قوة المملكة في أراضي بيتسيليو الجنوبية الوسطى المجاورة،وأنشأ مواقع عسكرية لحماية مستوطني ميرينا في أقصى الجنوب مثل جبال أنكاراترا وفراتسيهو،وشملت الممالك التي اتحدت مع إيمرينا نتيجة للجهود الدبلوماسية بيتسيليو حول مانادريانا،بيتسيليو، وميرينا، وأنتاندرانو أندرانتساي من بيتافو؛ والمنطقة الغربية من إمامو. رفض ساكالافا من مينابي وماناجينا هذه العروض وقاوموا بشدة سيطرة مملكته،كما قاومت أراضي بيزانوزانو، على الرغم من أن الميرينا تمكنوا من الحفاظ على سيطرة ضعيفة على المنطقة،وعارض الساكالافا بشدة الغزو التدريجي للأراضي المحيطة من قبله وجيشه من الميرينا، الذين ظلوا يشكلون تهديدًا كبيرًا له وشعبه،طوال فترة حكمه، شنت مجموعات من الساكالافا غارات على العبيد في إيمرينا وجلبت الميرينا المأسورة إلى الساحل لبيعها لتجار الرقيق الأوروبيين. شنت جيوش الساكالافا غارات متكررة على إيمرينا وكادت أن تخترق العاصمة في أكثر من مناسبة،و شن عدة حملات لتهدئة الساكالافا ولكن لم ينجح أي منها،كما سعى إلى إحلال السلام من خلال الزيجات التي تهدف إلى تشكيل تحالفات سياسية، ولكن دون تحقيق سلام دائم أو وضع حد لغارات العبيد.
كما شكل بعض نبلاء ميرينا والعديد من أفراد العائلة المالكة تهديدًا لحكمه،فبعد خلع أندريانجافي، حاول الملك المخلوع اغتياله،وقد أحبط مخبر علم بالمؤامرة بالصدفة محاولة الاغتيال هذه المخبر بتزويج ابنته لابنه، الملك المستقبلي راداما الأول . وأعلن أندريانامبوينيميرينا علاوة على ذلك أن أي طفل من هذا الاتحاد سيكون الأول في خط الخلافة بعد راداما الأول، ومع ذلك،لم ينتج عن الزواج أطفال،وبعد وفاة راداما الأول عام 1828، حكمت هذه الزوجة الملكية مدغشقر لمدة 33 عامًا باسم الملكة رانافالونا الأولى،كما تعرضت سلطته للتهديد من قبل ابنه بالتبني، رابودولاي، الذي تآمر لقتل راداما الأول، وعندما فشلت هذه الجهود، حاول اغتياله،ولكن تم اكتشافه وإعدامه. 

## حوكمة مملكة إيمرينا
بدءًا من عام 1797، حكم مملكته المتوسعة من أنتاناناريفو، العاصمة التقليدية لمملكته،يُنسب إليه التطوير وإعادة التنظيم الرئيسيين للمدينة،كانت رؤيته للعاصمة أن تكون بمثابة نموذج مصغر لمملكته ونموذج للتخطيط الحضري الذي سيتم تكراره في كل إقليم جديد،تمشيًا مع رمزية ميرينا المقدسة المرتبطة بالارتفاع والفضاء والتوجه الأساسي، وقام بالاحتفاظ بالمجمع الملكي - روفا أنتاناناريفو - على قمة أعلى تل في المدينة، وفي وسط المساحة الحضرية التي توسعت حولها،كما قام بتوسيع كبير لمجمع روفا المقدس وحسّن مبانيه الموقرة. وشمل ذلك إعادة بناء بيساكانا في عام 1800، "عرش المملكة"  الذي بناه الملك أندريانجاكا في أوائل القرن السابع عشر كأول مقر إقامة ملكي في أنتاناناريفو  - وهو أحد المنازل العديدة التي استخدمها أندريانجاكا كمساكن في القصر، وكان المقر الرئيسي الآخر هو ماهيتسيلافانجاكا بعد أن نقل عاصمته من أمبوهيمانجا إلى أنتاناناريفو.  وقد زرع ممثلين عن الجماعات العرقية التي غزاها مؤخرًا في أحياء محددة من المدينة.  كان لكل طبقة اجتماعية في ميرينا مناطقها المخصصة: عاش العبيد جنوب روفا (اتجاه غير مرغوب فيه في علم الكونيات في ميرينا)، وعاشت الطبقة الرئيسية (طبقة الخدم الملكيين) إلى الجنوب الشرقي في أمباريهي، وتم تخصيص المنطقة الواقعة غرب المجمع الملكي لعشائر هوفا المهمة ، وتم تعيين كل من الطبقات الفرعية السبع لنبلاء أندريانا في منطقة إلى الشمال والشمال الشرقي المقدسين من القصر. وداخل هيكل المنطقة الواسع هذا، تم تعيين حي محدد لكل عشيرة ( فوكو ) في اتجاه يتوافق تقريبًا مع اتجاه قريتهم الأصلية تجاه العاصمة.  في الخيال الشعبي لسكان أنتاناناريفو في العصر الحديث، يتم تصور المدينة في زمنه على أنها مساحة حضرية مثالية ومتناغمة تجسد أفضل ما في براعة ميرينا وأهميتها الروحية. ،وتعززت شرعية حكمه بتوصيفه لمطالبات حكام ميرينا الآخرين بالسلطة بأنها "فانجكانا هوفا" - حكم الهوفا (عامة الشعب)، الذين لم تكن سلالاتهم مرتبطة بخط الخلافة إلا ارتباطًا ضعيفًا نسبيًا بسلالة سلالته. بالإضافة إلى ذلك، ومثل ملوك ميرينا الذين سبقوه، عزز سلطة السامبي ( الأصنام الملكية) وعزا نجاح وشرعية حكمه إلى الاحترام اللائق الذي أظهره تجاه قنوات القوة الخارقة للطبيعة هذه.  وازن بين هذا التعزيز للشرعية الخارقة للطبيعة والشرعية الأجدادية لملكه وبين شمولية الطبقة العامة من خلال جعل العديد من الهوفا من عشيرتي تسيميامبوهولاهي وتسيماهافوتسي مستشارين أقوياء وموثوق بهم.  كما استشار مجموعة من الأومبياسي (المستشارين الملكيين لعشيرة أنتايمورو )، الذين كانوا يعرفون الكتابة بخط السوراب المستخدم تاريخيًا على الساحل الشرقي لكتابة سلسلة من النصوص القديمة التي يُعتقد أنها تحتوي على سحر قوي ومعرفة علمية وطقسية متخصصة،وكان سكان إيمرينا يُحكمون من خلال مزيج من الممارسات التقليدية والتدابير المبتكرة. وبينما كانت جميع الأراضي مملوكة للملك من الناحية الفنية، كانت إدارتها تُنفذ من قِبل أندريانا الذين عُيّن لهم ميناكيلي (تقسيم فرعي للأرض) للحكم. وكان هؤلاء الإداريون أنفسهم تحت إشراف مستشارين ملكيين متجولين. كانت الأرض تُزرع من قِبل عامة الناس، الذين مُنحوا قطعة أرض لزراعتها بناءً على حجم الأسرة التي كان من المفترض أن تُطعمها، وكانت كل أسرة تدفع الضرائب للملك في المقابل.قام بسن قوانين تمنح الأطفال الحق في المطالبة باللحوم من الجزار التي لم تُبع بحلول نهاية اليوم، وتسمح للفقراء بتناول الكسافا من حقول الآخرين، شريطة أن يأخذوا فقط ما يمكنهم طهيه واستهلاكه في الموقع. وبهذه الطريقة، تم تلبية الاحتياجات الغذائية الأساسية لمعظم المواطنين،وتم تعديل التسلسل الهرمي للطبقات الفرعية لميرينا أندريانا التي أنشئت في القرن السادس عشر في عهد أندريامانيلو على يده، كما فعل أندرياماسينافالونا .  أصدر مرسومًا بحقوق ومسؤوليات جديدة للأندريانا، بما في ذلك امتياز وضع المنحوتات أو صور الفوروماهيري على منازلهم للإشارة إلى مكانتهم النبيلة،ومن أجل تعزيز العلاقات داخل العشائر والمجتمعات، وتشجيع الاعتدال والتوزيع العادل للموارد،وقام بإصدار مرسوم يقضي بأن تقوم العائلات ببناء مقابر حجرية أكبر حجمًا ومتراصة لحمل رفات جميع أفراد العائلة، وأن يتم بناء هذه المقابر كمسؤولية مشتركة بين أفراد العائلة الذين سيتم دفنهم هناك،ومكّنته التعديلات والتوسعات التي أُدخلت على العديد من الطقوس الملكية التقليدية في عهده من تطوير دين للدولة كان هو الشخصية المحورية فيه. وقد أصبح تقليد مهرجان الفاندروانا ، الذي أسسه ملك ميرينا رالامبو في القرن السابع عشر، حدثًا أكبر بكثير يهدف إلى تجديد الأمة رمزيًا والقوة الكونية التي شرعت وعززت حكمه، بالإضافة إلى سلطة الدولة،وقد ساهم هذا في توحيد مواطنيه بشكل أكبر، مع إضفاء الشرعية على حكمه وتعزيزه. استمر تقليد "فانومبوانا " (العمل كشكل من أشكال الضريبة) الملكي الراسخ في عهده، وتوسّع في عهده. نُفّذت أعمال عامة كبرى في عهده، بما في ذلك توسيع حقول الأرز المروية في سهول بيتسيميتاترا المحيطة بأنتاناناريفو. وضع أنظمة لتنظيم فرق العمل، وحفّز جهودها بتنظيم مسابقات بينها، وعاقب من لم يُساهم بنصيبه من الجهد.  حشد مجموعات من موسيقيي قرى هيراغاسي لتسلية فرق العمل، ثم وظّفهم لاحقًا للسفر بين البلدات والقرى في جميع أنحاء المملكة، وبثّ الأخبار، وإعلان القوانين الجديدة، وتعزيز السلوك الاجتماعي السليم،وقام بوضع نظام قانوني ينطبق على جميع الأراضي التي حكمها.  وكان أول ملك من ملوك ميرينا ينشئ قوانين مدنية وجنائية رسمية، وقد خفف هذا الأخير ونسخه ابنه راداما. وأعلن أن اثنتي عشرة جريمة هي جرائم يعاقب عليها بالإعدام، في حين أن العديد من الجرائم الأخرى تنطوي على عقاب جماعي للطرف المذنب وأفراد أسرته بما في ذلك العمل القسري في السلاسل والتحول إلى وضع العبودية. كانت هذه العقوبات القاسية تهدف إلى العمل كرادع قوي للانخراط في أعمال معادية للمجتمع؛ كما تم حظر استهلاك الكحول والماريجوانا والتبغ، على الرغم من أنها ظلت سائدة. للحكم على مخالفات قوانينه، اعتمد الملك غالبًا على تقليد تانجينا ، حيث يشير النجاة من تناول السم إلى براءة المتهم،وفي عهده،وُضعت لوائح لتنظيم تجارة العبيد والسلع الأخرى. وتشير التقديرات إلى أن عدد العبيد الذين تاجر بهم الملك بلغ حوالي 1800 في السنة، معظمهم مقابل الأسلحة النارية، وبشكل أساسي للتجار الفرنسيين الذين باعوهم إلى موريشيوس وريونيون.  وقد أدى ذلك إلى تنظيم اقتصاد المملكة، وإثراء التاج، وتمكين الملك من احتكار التجارة في بعض السلع المربحة بشكل خاص، مما أضعف فرص المنافسين السياسيين في جمع ثروة ونفوذ كافيين لإزاحته عن منصبه. وبينما أفسد هذا علاقته ببعض أندريانا، فقد زاد من شعبيته بين عامة الناس وطبقات العبيد. كما عززت ممارسته في اتخاذ القرارات المشتركة لصالح عامة الناس في النزاعات مع النبلاء صورته كحاكم عادل،وقام بتنظيم التجارة والاقتصاد من خلال إنشاء أسواق رسمية ( تسينا ) وتوحيد مقاييس السوق ( فاندانجانا ) ووحدات القياس الأخرى، بما في ذلك الطول والحجم.  أسس الملك أندريانامبوينيرمينا أول سوق في أنتاناناريفو  على الأراضي التي تشغلها اليوم أجنحة سوق أنالاكيلي ذات الأسقف المبلطة، والتي بُنيت في ثلاثينيات القرن العشرين.  أصدر أندريانامبوينيرمينا مرسومًا يوم الجمعة ( زوما ) يومًا للسوق،  عندما يأتي التجار إلى أنالاكيلي لإقامة أكشاك مظللة بالمظلات البيضاء التقليدية. امتد هذا البحر من المظلات في جميع أنحاء الوادي، ليشكل ما يُسمى بأكبر سوق في الهواء الطلق في العالم.  دفع الازدحام المروري والمخاطر الأمنية الناجمة عن سوق زوما المتنامي باستمرار المسؤولين الحكوميين إلى الانقسام ونقل تجار الجمعة إلى العديد من المناطق الأخرى في عام 1997.  زاد الرخاء للجماهير في إيمرينا طوال عهد أندريانامبوينيميرينا، مما أدى إلى نمو الكثافة السكانية،وأخيرًا،قام بتأسيس جيش مدني يُسمى " فولوالينداهي" (أي "المئة ألف جندي"). جُنِّد الرجال المؤهلون للخدمة العسكرية للمشاركة في حملات أندريانامبوينيميرينا للغزو بين الفترات المخصصة لمشاريع الأشغال العامة. ساهمت هذه الحملات في إثراء إيمرينا من خلال أسر العبيد للعمل والخدمة في طبقتي ميرينا أندريانا وهوفا ، أو للبيع أو المتاجرة مع المجتمعات الساحلية مقابل الأسلحة النارية.  كان جيشه مُجهزًا بمخزون كبير من الأسلحة التي حصل عليها من تجار ساحليين في غرب مدغشقر.

## الموت والخلافة
توفي في منزل ماهيتسيلافانجاكا في مجمع روفا أنتاناناريفو في 6 يوليو 1810 عن عمر يناهز 65 عامًا، بعد أن أنجب أحد عشر ابنًا وثلاث عشرة ابنة من زوجاته العديدة. وفي تقليد فازيمبا لملوك ميرينا قبله،وتم وضع جثمانه في زورق مصنوع من الفضة (بدلاً من السجل المجوف المعتاد)  ودُفن في أحد مقابر الترانوماسينا الملكية في أمبوهيمانجا. وبعد فترة وجيزة من تأسيس الفرنسيين لوجود استعماري في الجزيرة عام 1896، دمروا قبره الأصلي في مارس 1897،وأزالوا رفاته ونقلوها إلى روفا أنتاناناريفو حيث دُفنوا في قبر ابنه. وقد تم ذلك في محاولة لنزع القداسة عن مدينة أمبوهيمانجا، وكسر روح مقاتلي المقاومة من قبيلة مينالامبا الذين كانوا يتمردون ضد الاستعمار الفرنسي على مدار العام الماضي،وإضعاف الاعتقاد الشعبي بقوة الأسلاف الملكيين، وإحالة السيادة الملغاشية تحت حكم ميرينا إلى بقايا من الماضي غير المستنير.  وخلفه ابنه راداما الأول البالغ من العمر 18 عامًا .  ومن أجل الوفاء بقسمه بأن يتبع طفل ابنه راداما الأول خط الخلافة،وقتل على يد ابنه الأكبر رامافولاهي لمنع أي منافسة على العرش.